# Julio Alberto Roca
Julio Alberto Roca Llamas (Vitoria, 24 de octubre de 1960) es un promotor y fotógrafo deportivo español; se dedicó a crear la memoria fotográfica del deporte adaptado en Vitoria y Álava. Fue cofundador y posteriormente presidente del Club Deportivo Zuzenak.  

## Biografía
Padeció la polio de niño, cuando la vacuna contra esa enfermedad empezaba a extenderse. Su enfermedad le llevó al sanatorio marítimo de Górliz, donde residió varios años tratándose de la enfermedad. Allí se inició en la disciplina del tenis de mesa. De 1974 a 1975 estuvo en el INRI de Madrid, donde continuó con su deporte, y una vez de vuelta en Vitoria, se involucró con la creación del club.
Ya de adulto, decidió dedicar su tiempo libre a fomentar el deporte adaptado, y también a darle visibilidad, ante la escasa cobertura periodística, con falta de imágenes de las disciplinas de deporte adaptado.
En 1980, junto con un grupo de amigos con diversidad funcional, fue cofundador de los orígenes del Club Deportivo Zuzenak, donde únicamente había dos deportes: baloncesto adaptado y tenis de mesa. Roca presidió el Club durante más de 30 años hasta enero de 2023. Él fue jugador de tenis de mesa durante 10 años.
Como fotógrafo aficionado, ha documentado no solo el deporte adaptado, sino gran parte de las actividades culturales, políticas, deportivas y sociales en Vitoria, Álava y alrededores. Firma sus trabajos como Jull Roc.
A nivel profesional trabajó en su copistería Zalu, hasta jubilarse en 2015.

## Premios y reconocimientos
- 2015 Homenaje de Araski a Julio Roca en reconocimiento a su labor de apoyo al deporte y la cultura.[9]
- 2015 Chupinero de las Fiestas de Vitoria.[3]
- 2018 Celedón de Oro 2017.[4]
- 2022 Homenaje en el documental de Gustavo Bravo "Jull Roc, el fotógrafo del pueblo".[10]
- 2023 Reconocimiento Abarca de Oro, por la Federación de Blusas y Neskas de Vitoria.[11][12]
- 2023 El Centro de Actividad Física Adaptada de Vitoria, lleva su nombre.[13]